# Аристарх (лунный кратер)
Кратер Ариста́рх (лат. Aristarchus) — приметный ударный кратер в северо-западной части видимой стороны Луны. Название присвоено итальянским астрономом Джованни Баттиста Риччоли в честь древнегреческого астронома Аристарха Самосского (310—230 до н. э.) и утверждено Международным астрономическим союзом в 1935 году. Образование кратера относится к коперниковскому периоду и произошло приблизительно 450 млн. лет назад.

## Описание кратера

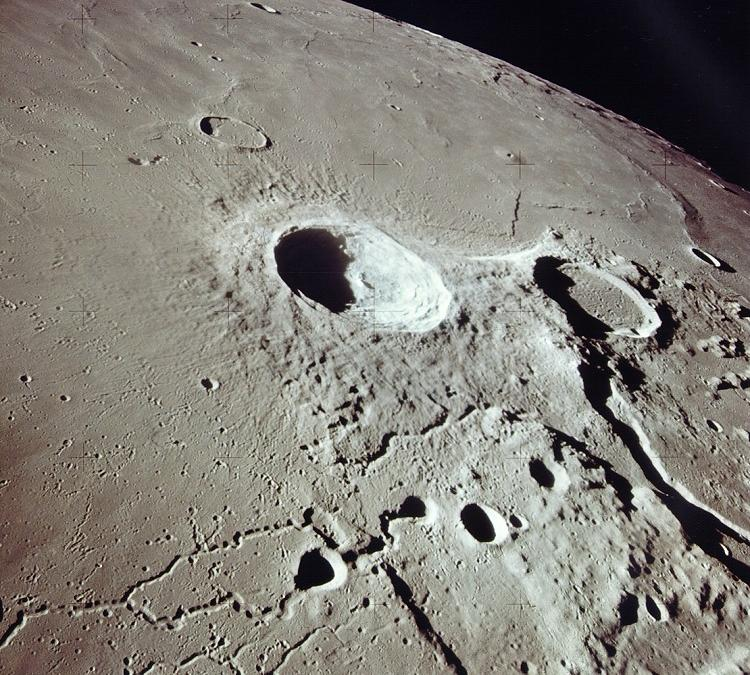
Кратеры Аристарх (в центре) и Геродот (справа). Фото с борта «Аполлона-15».

Ближайшими соседями кратера является кратер Геродот на западе-юго-западе и остатки кратера Принц на северо-востоке, далее на северо-востоке лежат горы Харбингер. На северо-западе от кратера лежит долина Шрётера, на севере — борозды, названные по имени кратера. Селенографические координаты центра кратера — 23°44′ с. ш. 47°29′ з. д. / 23,73° с. ш. 47,49° з. д., диаметр — 40 км, глубина — 3,15 км.

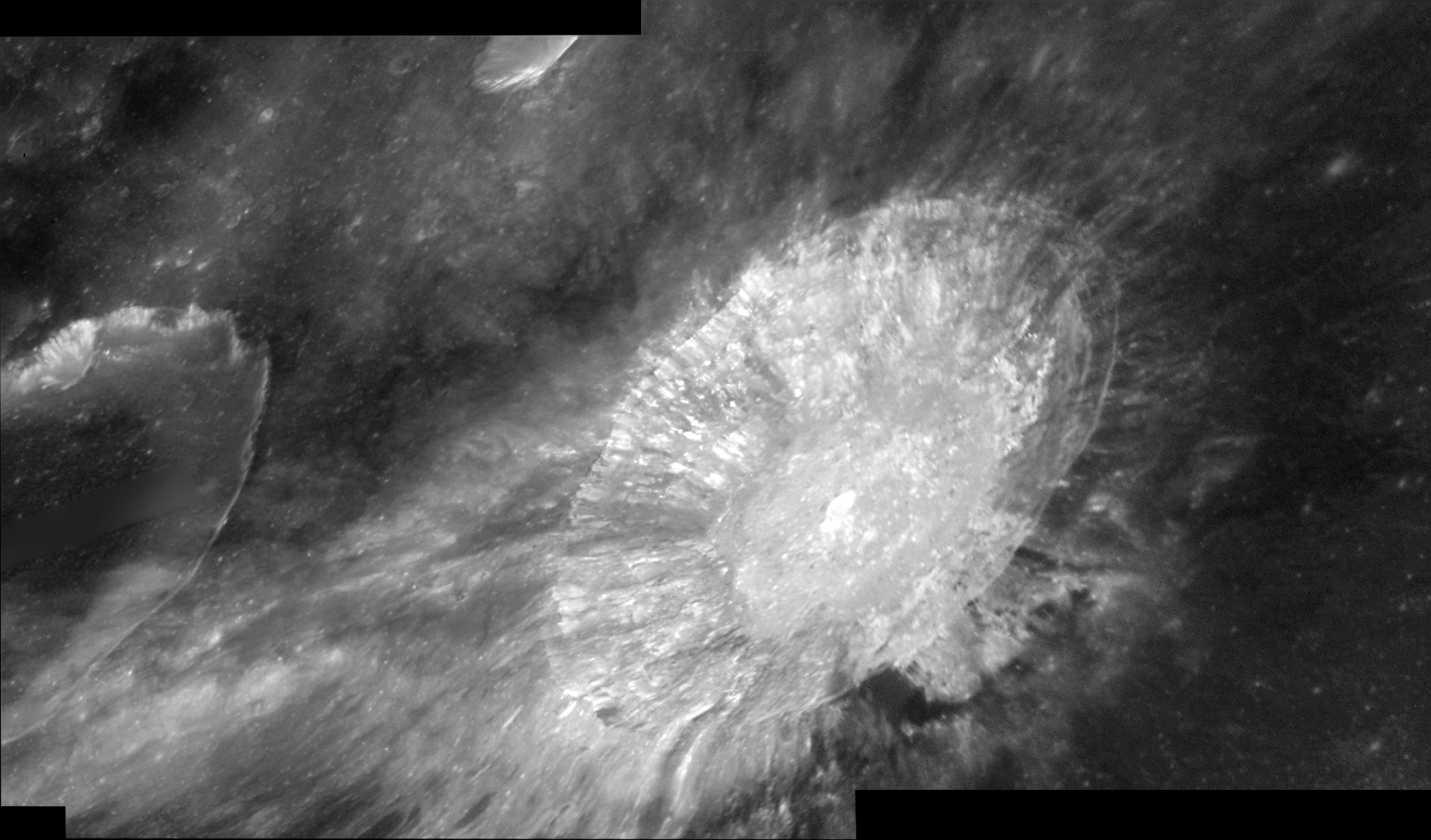
Снимок телескопа «Хаббл».

Кратер Аристарх — самая яркая структура на Луне: его альбедо превышает альбедо большинства структур в два раза, что позволяет заметить его даже невооруженным глазом. Внутренняя часть кратера имеет яркость 9½° по таблице яркостей Шрётера, центральный пик — 10°. Яркость кратера объясняется его небольшим возрастом, вследствие чего породы, выброшенные при импакте, не успели потемнеть под воздействием солнечного ветра в процессе космического выветривания. Кратер расположен на юго-восточной окраине плато Аристарх (находящегося в свою очередь посреди Океана Бурь) — поднятого района диаметром около 120 км с высотой над уровнем океана приблизительно 2000 м, изобилующего структурами вулканического происхождения, в том числе бороздами. В противоположность кратеру Аристарх, плато Аристарх имеет довольно низкое альбедо в видимой части спектра. Материал имеет аномально сильное ультрафиолетовое поглощение, что было замечено в 1911 году физиком Робертом Вудом при съёмке Луны в ультрафиолетовом спектре (наиболее тёмный в УФ-диапазоне регион известен как пятно Вуда — англ. Wood’s Spot). Сегодня считается, что аналогом пород плато Аристарх является оранжевый грунт (цвет грунту придают оранжевые сферические частицы диаметром около 0,2 мм из стеклоподобного вулканического материала), обнаруженный Харрисоном Шмиттом и Юджином Сернаном («Аполлон-17») при высадке на Луну в районе кратера Шорти в долине Таурус—Литтров.

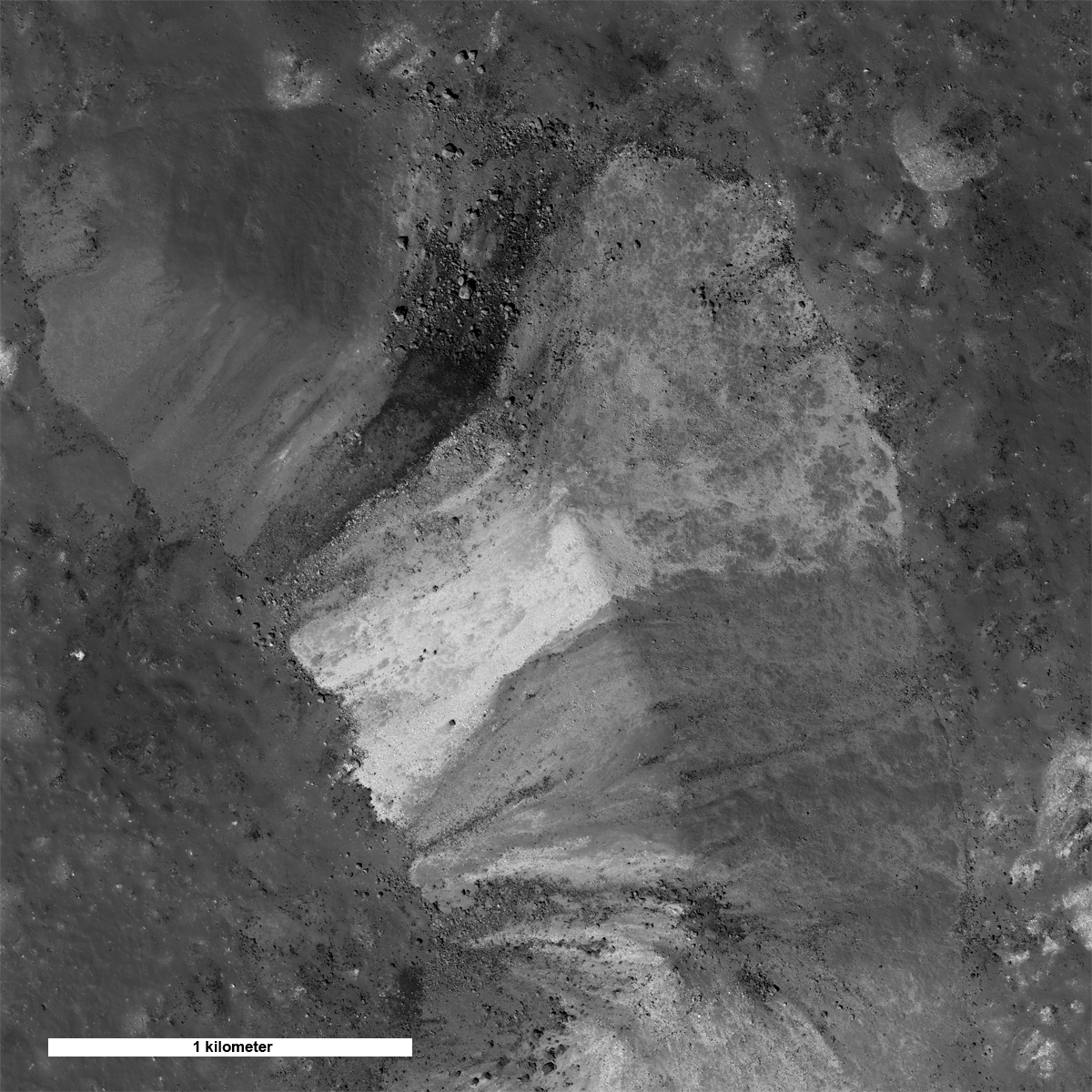
Центральный пик кратера — фотография Lunar Reconnaissance Orbiter

Самой яркой частью кратера является его крутой центральный пик высотой 860 м. Состав центрального пика — габбро-норито-троктолитовый анортозит с содержанием плагиоклаза 85—90 % (GNTA1) и 80—85 % (GNTA2). Дно чаши кратера сравнительно ровное, но на снимках зонда Lunar Reconnaissance Orbiter видно много маленьких холмов, рытвин и трещин. Объём кратера составляет приблизительно 1195 км³.

Южная часть кратера Аристарх (фотография зонда Lunar Reconnaissance Orbiter)

Вал кратера массивный, полигональной формы, с террасовидным внешним откосом, образованным яркими породами, выброшенными при импакте. Высота вала над окружающей местностью — 1030 м. Внутренний склон вала достаточно крутой, с четко выраженной террасовидной структурой, уклон западной части внутреннего склона составляет около 31°. Породы кратера имеют высокое содержание ильменита — минерала, состоящего из оксида титана. Во время пролёта над кратером «Аполлона-15» зарегистрировано существенное увеличение потока альфа-частиц. Источником данного излучения, вероятнее всего, являются выделения изотопа радона — радона-222, период полураспада которого составляет 3,8 суток. Последующие исследования кратера в ходе миссии Lunar Prospector подтвердили выделения радона в кратере.
Кратер является центром системы ярких лучевых структур на лунной поверхности, которые хорошо заметны из-за более светлого цвета их материала, поэтому он включён в список кратеров с яркой системой лучей Ассоциации лунной и планетарной астрономии (ALPO), а также включён в список кратеров с тёмными радиальными полосами на внутреннем склоне Ассоциации лунной и планетарной астрономии (ALPO).

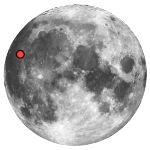
Месторасположение кратера

## Кратковременные лунные явления
Кратер Аристарх является объектом с максимальным числом зарегистрированных кратковременных лунных явлений (КЛЯ) в виде свечения и вспышек в полутени и тени, увеличения яркости, появления ярких пятен, изменения цвета, помутнения. Всего по состоянию на 2007 год зарегистрировано 122 случая таких наблюдений.

## Сателлитные кратеры
| Аристарх | Координаты                                            | Диаметр, км |
| -------- | ----------------------------------------------------- | ----------- |
| B        | 26°17′ с. ш. 46°51′ з. д. / 26,28° с. ш. 46,85° з. д. | 6,9         |
| D        | 23°44′ с. ш. 42°53′ з. д. / 23,73° с. ш. 42,88° з. д. | 4,6         |
| F        | 21°40′ с. ш. 46°34′ з. д. / 21,67° с. ш. 46,57° з. д. | 17,6        |
| H        | 22°37′ с. ш. 45°44′ з. д. / 22,61° с. ш. 45,74° з. д. | 4,4         |
| N        | 22°50′ с. ш. 43°02′ з. д. / 22,83° с. ш. 43,03° з. д. | 3,1         |
| S        | 19°17′ с. ш. 46°17′ з. д. / 19,29° с. ш. 46,28° з. д. | 3,8         |
| T        | 19°40′ с. ш. 46°30′ з. д. / 19,67° с. ш. 46,50° з. д. | 3,3         |
| U        | 19°44′ с. ш. 48°38′ з. д. / 19,73° с. ш. 48,64° з. д. | 3,4         |
| Z        | 25°29′ с. ш. 48°29′ з. д. / 25,49° с. ш. 48,49° з. д. | 7,7         |

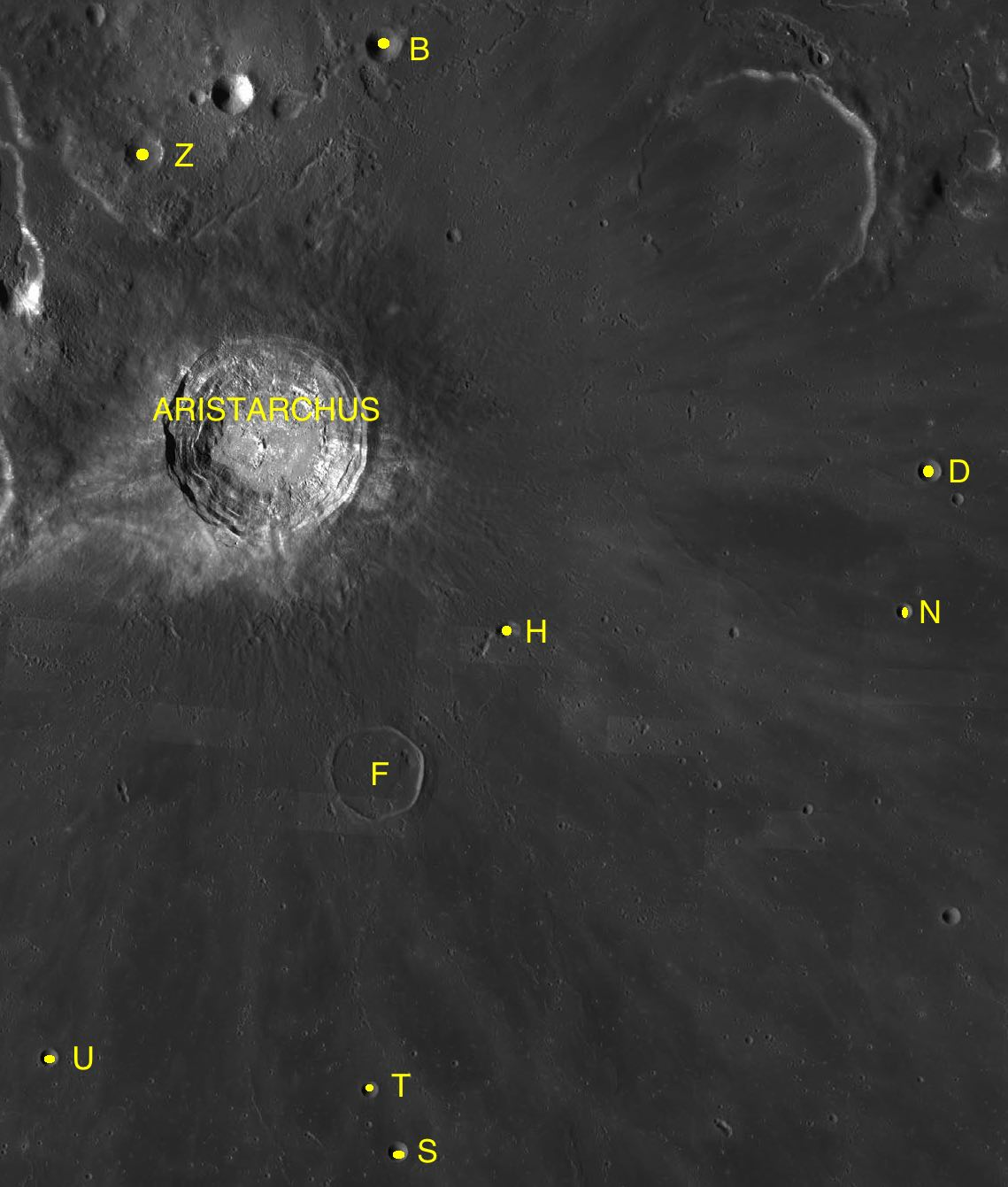
Фрагмент карты LAC-39.

- Сателлитный кратер Аристарх А в 1973 году переименован в кратер Вяйсала.
- Сателлитный кратер Аристарх С в 1976 году переименован в кратер Тосканелли.

## Галерея

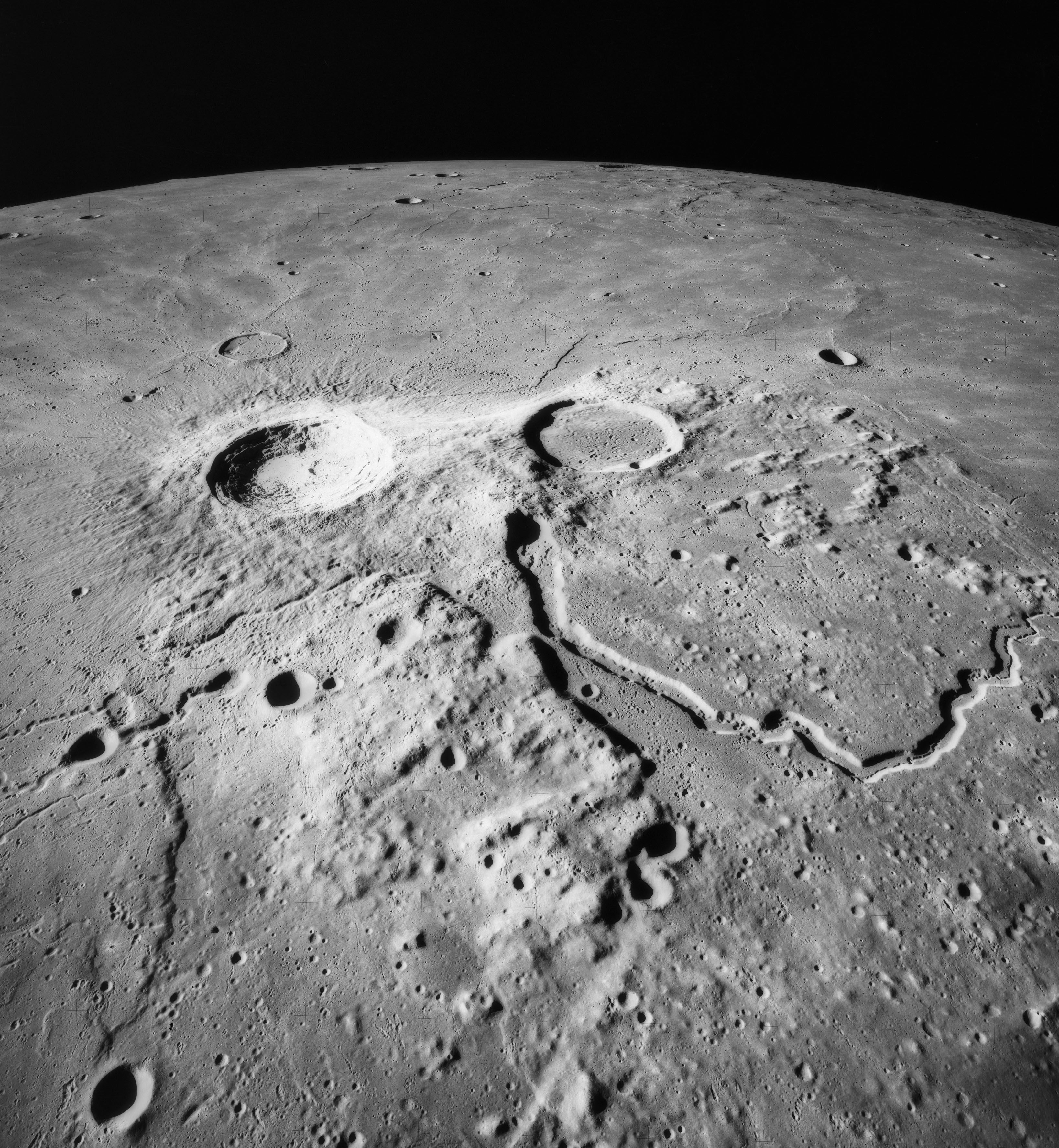
Снимок с борта «Аполлона-15».
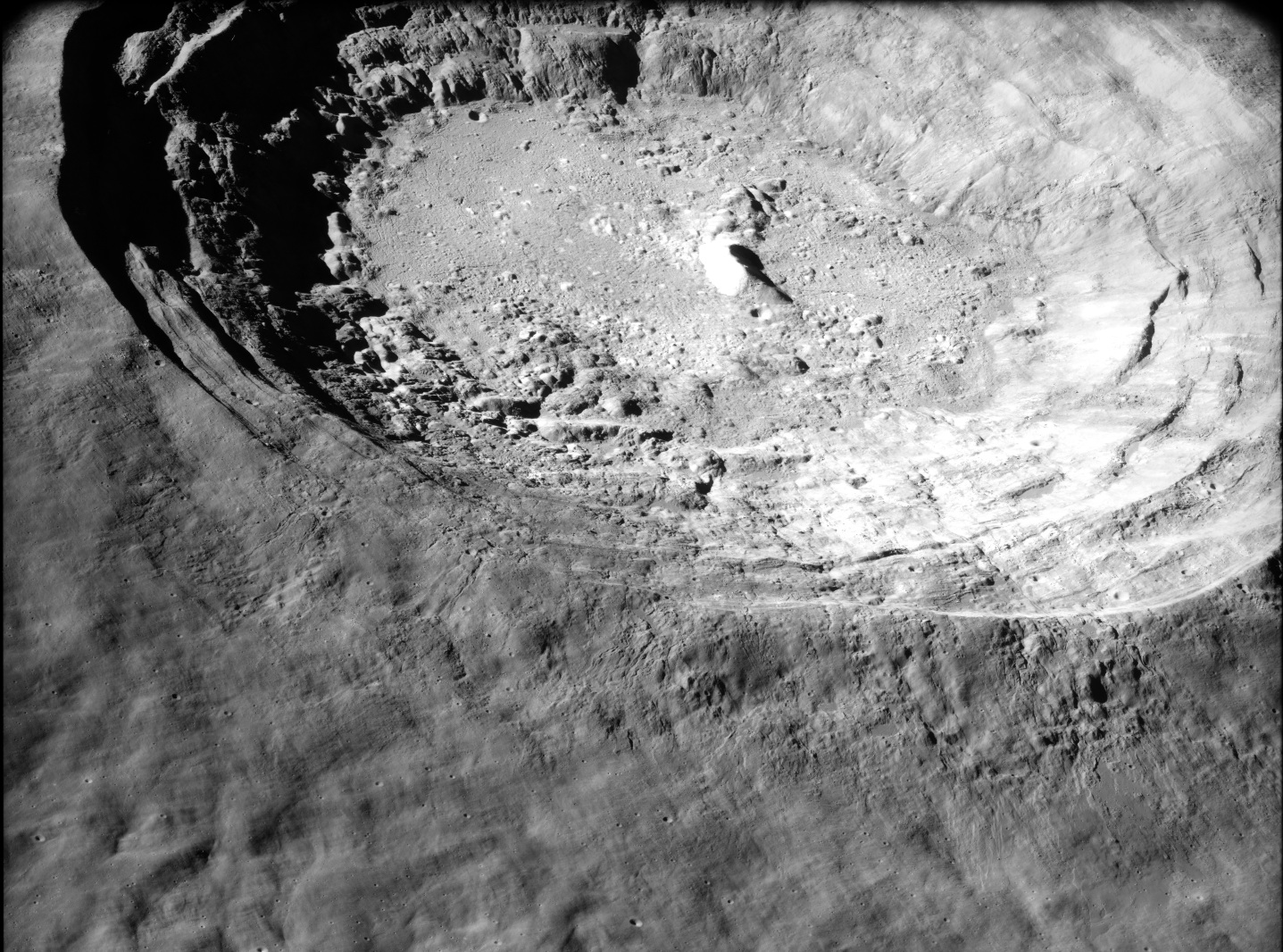
Снимок с борта «Аполлона-15».
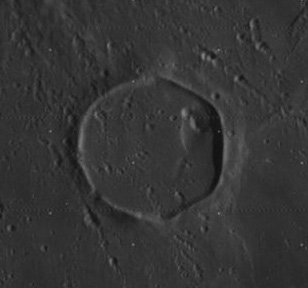
Сателлитный кратер Аристарх F, снимок зонда Lunar Orbiter — IV.